# NGC 2450
NGC 2450 est une galaxie spirale située dans la constellation des Gémeaux. NGC 2450 a été découverte par l'astronome français Édouard Stephan en 1878.

## Caractéristiques
Sa vitesse par rapport au fond diffus cosmologique est de5 017 ± 13 km/s, ce qui correspond à une distance de Hubble de 74,0 ± 5,2 Mpc (∼241 millions d'al).
Selon la base de données Simbad, NGC 2450 est une radiogalaxie.